# Dondestan (Revisited)
Dondestan (Revisited) – studyjny album Roberta Wyatta nagrany w 1991  i wydany po ponownym zmiksowaniu w 1998 r. Oryginalny Dondestan został wydany 27 sierpnia 1991 r.

## Historia i charakter albumu
W lutym i marcu 1991 r. Robert Wyatt nagrał album Dondestan. Z powodu przekroczenia budżetu płyta została wydana bez odpowiedniego zmiksowania. Ponieważ wyjątkowo zachowały się taśmy-matki, Wyatt po kilku latach zdecydował się powtórnie zmiksować nagrania i ponownie album wydać.
Nowe miksowanie wykonał Wyatt z Jamiem Johnsonem w lipcu 1999 r. W jego wyniku album brzmi zdecydowanie lepiej niż w wersji oryginalnej.
Wyatt dokonał także zmiany w kolejności utworów.
Aż pięć utworów na płycie zostało skomponowanych przez Wyatta do wierszy jego żony Alfie Benge, napisanych podczas ich wspólnego pobytu w Hiszpanii.
Utwór "Shrinkrap" jest oparty na kompozycji Charlesa Mingusa "Boogie Stop Shuffle".
Według samego Roberta tytuł "Dondestan" ma dwa znaczenia. W j. hiszpańskim oznacza "gdzie oni są" oraz niesie skojarzenia z pewnymi republikami euroazjatyckimi.
W czerwcu 1991 r. nakręcono 20-minutowy film promocyjny  w związku z wydaniem albumu Dondestan.

## Muzycy
- Robert Wyatt – śpiew, instrumenty klawiszowe (oprócz 5 i 6), pianino (oprócz 1, 8 i 9), gitara akustyczna (5), melodica (10), instrumenty perkusyjne (oprócz 4 i 9).

## Lista utworów
Cyferki po tytule oznaczają oryginalny układ albumu
| 1.  | CP Jeebies (6) – (Wyatt)                                  | 4:04  |
|     |                                                           |       |
| 2.  | N.I.O. (New Information Order) (9) – (Wyatt)              | 6:37  |
|     |                                                           |       |
| 3.  | Dondestan (10) – (Wyatt)                                  | 5:01  |
|     |                                                           |       |
| 4.  | Sight of the Wind (2) – (Wyatt/Benge)                     | 4:57  |
|     |                                                           |       |
| 5.  | Shrinkrap (5) – (Wyatt/Benge)                             | 3:51  |
|     |                                                           |       |
| 6.  | Catholic Architecture (3) – (Wyatt/Benge)                 | 5:02  |
|     |                                                           |       |
| 8.  | Worship (4) – (Wyatt/Benge)                               | 5:52  |
|     |                                                           |       |
| 9.  | Costa (Memories of Under-Development) (1) – (Wyatt/Benge) | 4:09  |
|     |                                                           |       |
| 10. | Left on Man (7) – (Wyatt)                                 | 3:31  |
|     |                                                           |       |
| 11. | Service (8) – (Hopper/Wyatt)                              | 2:13  |
|     |                                                           |       |
|     |                                                           | 45:17 |
|     |                                                           |       |

## Opis płyty
- Data nagrania – 18 lutego-4 marca 1991
- Inżynier nagrywający – Matt Kemp
- Asystent – Fulton Dingley
- Studio – Chapel Studios w South Thoresby, Lincolnshire
- Nowe miksowanie – Jamie Johnson
- Data i miejsce – lipiec 1998 w Phil Manzanera's Gallery Studios, Kilburn Lane, Londyn
- Ilustracje i fotografie – Alfreda Benge
- Długość – 45:17
- Firma nagraniowa – Thirsty Ear
- Data wydania – 3 listopada 1998
- Numer katalogowy – thi 57057-2
- CD jest wzbogacone przez wideo – wywiad z Robertem Wyattem

Inne wydania
- Firma nagraniowa – Hannibal
- Data wydania – 2005
- Numer katalogowy – HNCD 1436
- Firma nagraniowa – Domino
- Data wydania – listopad 2008
- Numer katalogowy – REWIGCD 44